# Another Side of Bob Dylan
Another Side of Bob Dylan (рус. «Другая сторона Боба Дилана») — четвёртый студийный альбом американского автора-исполнителя песен Боба Дилана, вышедший в 1964 году на лейбле Columbia Records.

## Об альбоме
Исходя из названия, альбом знаменует отрыв от фолк-музыки, которой Дилан придерживался в своих прежних альбомах. Этот разрыв вызвал острую критику от влиятельных фигур в американском фолк-музыкальном сообществе. Редактор Sing Out! Ирвин Силбер выразил недовольство тем, что Дилан «таким образом потерял связь с людьми» и усмотрел в альбоме «стремление к славе». Большинство критиков вне этих кругов, однако, похвалило новшества в его песнях, который будет иметь огромное влияние на многих рок-исполнителей, включая The Beatles.
Несмотря на значительные тематические изменения, Дилан всё ещё исполнял свои песни в одиночку, под акустическую гитару и гармонику, и даже пианино в песне «Black Crow Blues». Альбом достиг 43-й позиции в США (но со временем достиг золотого статуса), и 8-й в Британии в 1965.

## Список композиций
Автор всех песен Боб Дилан.
Сторона «A»
1. «All I Really Want to Do» — 4:04
2. «Black Crow Blues» — 3:14
3. «Spanish Harlem Incident» — 2:24
4. «Chimes of Freedom» — 7:10
5. «I Shall Be Free No. 10» — 4:47
6. «To Ramona» — 3:52

Сторона «Б»
1. «Motorpsycho Nitemare» — 4:33
2. «My Back Pages» — 4:22
3. «I Don’t Believe You (She Acts Like We Never Have Met)» — 4:22
4. «Ballad in Plain D» — 8:16
5. «It Ain’t Me Babe» — 3:33

## Участники записи
- Боб Дилан — вокал, акустическая гитара, гармоника, рояль
- Том Уилсон — продюсер